# Votčina

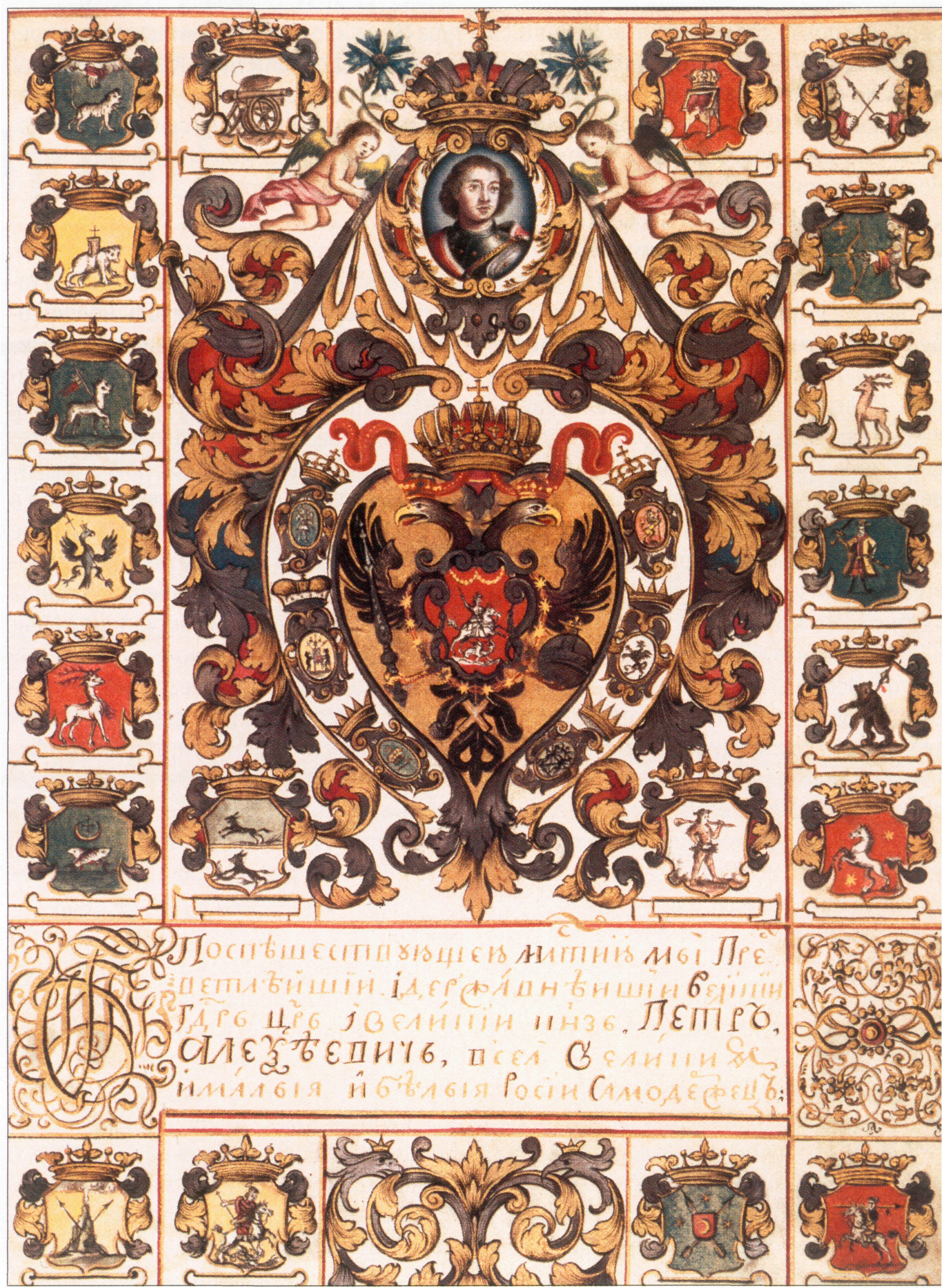
Listina Petra Velikého potvrzující kancléři Golovkinovi právo na votčinu

Votčina (rusky вотчина) je ruský výraz pro alod, to znamená svobodný dědičný pozemkový majetek, který ve středověku a raném novověku vlastnila knížata nebo bojaři a církevní instituce.  Votčina zahrnovala nejen soubor sestávající ze zemědělského majetku (pozemky, budov a inventáře), ale také právo na poddané. Od konce 15. století se votčina stává protikladem poměstí, které představuje podmíněnou držbu půdy. V 18. století rozdíly mezi oběma držbami půdy mizí.